# Lago Verde (Argentinië)
Het Lago Verde is een meer in de Argentijnse provincie Chubut in Patagonië.
Het ligt binnen het nationaal park Los Alerces op 513 m hoogte. De oppervlakte bedraagt 1,4 km².
Het is van oorsprong een gletsjermeer en dankt zijn naam aan de opvallende diepgroene kleur van het water.
Het maakt deel uit van een geheel aan verbonden meren. Stroomopwaarts komt de Rio Rivadavia van het Rivadaviameer, dat zelf via de Rio Carrileufú verbonden is met het Cholilameer en andere.
Stroomafwaarts gaat het via de Rio de los Arrayanes naar het Futalaufquenmeer en via nog meer meren in Chili naar de Stille Oceaan.